# The Monitor
Ne pas confondre avec le quotidien ougandais The Monitor, devenu en 2005 Daily Monitor.

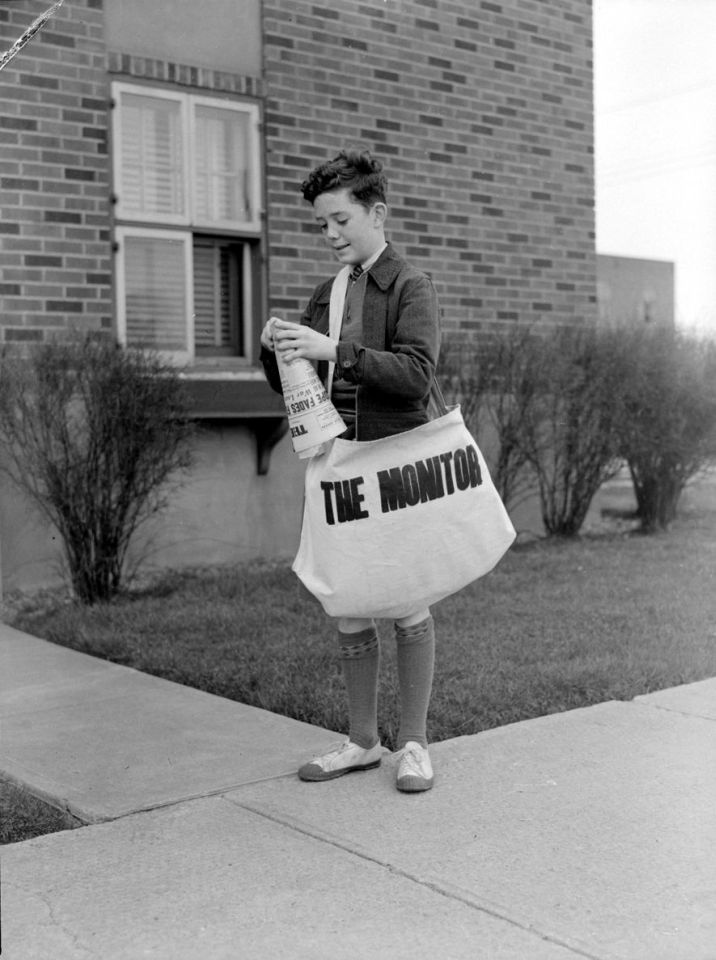
Jeune camelot distribuant le Monitor à Montréal en 1943.

The Monitor (aussi brièvement connu sous le nom de West End Chronicle) est un ancien journal de langue anglaise basé à Montréal dans la province de Québec au Canada, imprimé de 1926 à 2009.
Ce journal hebdomadaire desservait des communautés de l'ouest de la ville de Montréal : Notre-Dame-de-Grâce, Hampstead, Côte Saint-Luc et Montréal-Ouest.

## Historique

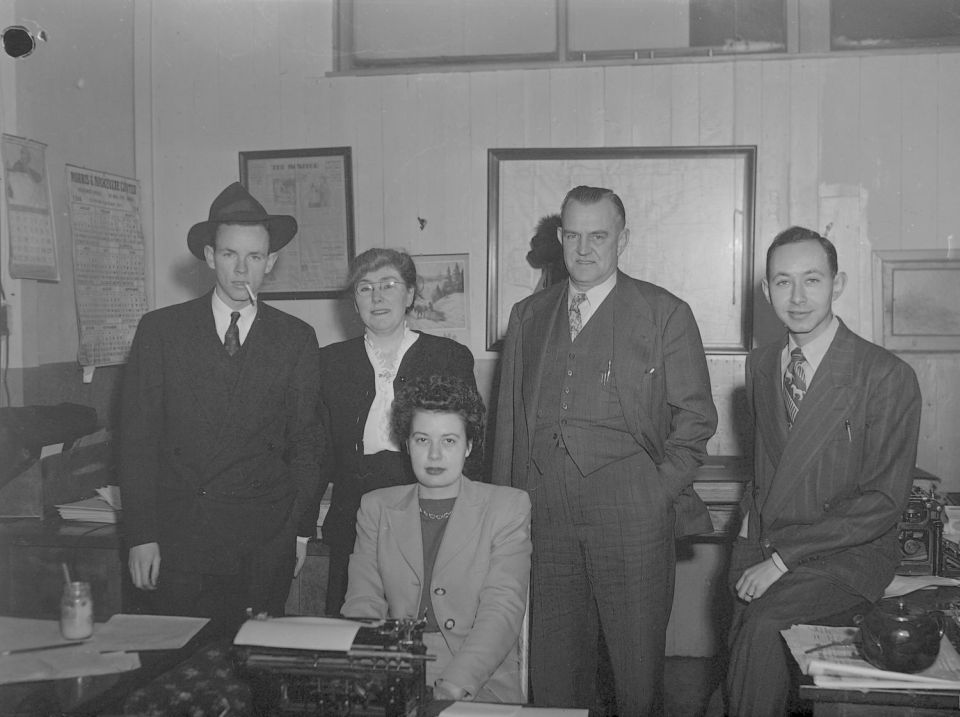
Employés du Monitor en 1948.

Le journal a été lancé en 1926. Il avait été acheté par Transcontinental média en 1996.
Afin de réduire les coûts, Transcontinental avait réduit le personnel et avait tenté de partager du contenu et de la conception avec ses autres publications.
Le journal a publié sa dernière édition papier le jeudi 5 février 2009. Il avait un tirage de 35 000 copies.
Par la suite, il a survécu durant quelque temps sous la forme d'un site web.